# Christine Dekkers
Christine Dekkers (Wilrijk, 22 juli 1948) is een Belgisch emeritus magistraat.

## Levensloop
Christine Dekkers studeerde rechten aan de Katholieke Universiteit Leuven (1971). Vervolgens werd ze advocaat-stagiair. In 1973 werd ze gerechtelijk stagiair en in 1975 substituut-procureur des Konings bij het parket van Antwerpen. Eind jaren 1970 was ze gedurende twee jaar adviseur inzake penitentiair beleid  invrijheidstellingen en dienst vreemdelingenzaken op het kabinet van minister van Justitie Renaat Van Elslande (CVP). In 1982 werd Dekkers eerste substituut-procureur, in 1986 substituut-procureur-generaal en in 1991 advocaat-generaal. In 1995 werd ze kabinetschef van minister van Justitie Stefaan De Clerck (CVP). Ze keerde in 1997 terug naar de magistratuur. Na enkele maanden werd ze procureur-generaal van Antwerpen en Limburg. Ze ging met emeritaat in 2007. Yves Liégeois volgde haar op als procureur-generaal van het rechtsgebied Antwerpen-Limburg.
Ze was tevens bestuurslid van de KU Leuven.
In 2001 ontving ze de VRG-Alumniprijs.